# Признания убийцы
«Признания убийцы» (яп. 22年目の告白―私が殺人犯です― кокухаку) (другое название «Признание спустя 22 года: Я — убийца»)— японский детективный триллер фильм, 2017 года режиссёра Ю Ириэ, является ремейком южнокорейского фильма «Исповедь убийцы» 2012 года. Тацуя Фудзивара в роли Масато Сонэдзаки и Хидэаки Ито в роли Ватару Макимура. 
Мировая премьера фильма состоялась 13 апреля 2017 года.

## Сюжет
В 1995 году серийный убийца жестоко задушил пять человек. Расследование было поручено молодому полицейскому инспектору Макимура. Несмотря на многочисленные попытки, он не смог тогда поймать убийцу и дело было закрыто. В 2017 году человек по имени Масато Сонэдзаки публично признается, что он убийца, но полиция не может арестовать его из-за лазейки в законе. Сонэдзаки публикует книгу и становится знаменитостью. Позже другой мужчина утверждает, что он настоящий убийца. Но затем выясняется, что оба они являются мошенниками. Сонэдзаки признается, что он хотел поймать настоящего убийцу, в то время как другой человек хотел финансового успеха. Сонэдзаки - это Такуми Онодера, чья невеста и сестра детектива Макимуры была убита этим убийцей. Позже Сонэдзаки обнаруживает настоящего убийцу и пытается убить его. Приходит детектив Макимура и останавливает Сонэдзаки. Затем убийца попадает под стражу в полиции.
В посткредитной сцене мужчина пытается убить убийцу, чтобы отомстить за свою мать.

## В ролях
- Тацуя Фудзивара — Масато Сонэдзаки
- Мицуру Хирата — Юкихиро Таки
- Анна Исибаси — Рика Макимура
- Хидэаки Ито — Ватару Макимура
- Коити Иваки — Дайсукэ Татибана
- Ивамацу Риэ — Акихиро Ямагата
- Кахо — Михару Киси
- Тору Накамура — Тосио Сэндо